# Головоломка Слотобера — Граатсмы
Головоломка Слотобера — Граатсмы — это задача упаковки шести блоков 1 × 2 × 2 и трёх 1 × 1 × 1 блоков в 3 × 3 × 3 куб. Решение головоломки единственно (с точностью до зеркальных отражений и поворотов).
Головоломка, по существу, будет той же самой, если убрать блоки 1 × 1 × 1 и задачей будет упаковка шести 1 × 2 × 2 блоков в куб объёма 27. Головоломка Слотобера — Граатсмы рассматривается как самая маленькая (известная) нетривиальная 3D задача упаковки.

## Решение

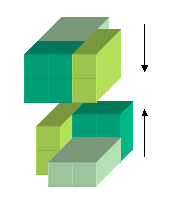
Решение головоломки Слотобера — Граатсмы, показанная для шести 1 x 2 x 2 блоков в разобранном виде.

Решение головоломки Слотобера — Граатсмы просто, если сообразить, что три 1 × 1 × 1 блока (или три пустоты) следует расположить вдоль большой диагонали куба, так как на каждом уровне во всех направлениях должен находиться один такой блок. Это следует из соображений чётности, поскольку большие блоки могут заполнить чётное число девяти ячеек каждого 3 x 3 уровня.

## Вариации
Головоломка Слотобера — Граатсмы является примером головоломки упаковки куба, в которой используются выпуклые поликубы. Известны другие головоломки упаковки выпуклых прямоугольных блоков. Наиболее известная из них — головоломка Конвея, в которой требуется упаковать восемнадцать прямоугольных блоков в куб 5 x 5 x 5. Более сложна задача упаковки 41 прямоугольного блока 1 x 2 x 4 в куб 7 x 7 x 7 (при этом остаются 15 пустых ячеек).